# Tulsi Giri
Tulsi Giri (en nepalí: तुलसी गिरि; distrito de Siraha, 26 de septiembre de 1926 – Katmandú, 18 de diciembre de 2018) fue un político nepalí, que fue el 23.º primer ministro del Nepal de 1975 a 1977, y jefe del Consejo de Ministros (de facto, primer ministro) en 1963, y nuevamente de 1964 a 1965. 
Tulsi estudió en el Suri Vidyasagar College y posteriormente en la Universidad de Calcuta. He received a medical degree prior to entering politics. Tulsi fue nombrado ministro del Congreso de 1959 a 1960 antes de disolución de la cámara por parte del Rey Mahendra. Se convirtió en el primer primer ministro después del periodo de dos años de autocracia del Rey. 
Tulsi se casó en tres ocasiones y tuvo seis hijos. Cuando era adulto, Tulsi fue bautizado en la fe de su mujer: los Testigo de Jehová. En 1986 dimitió como presidente de Rastriya Panchayat y se trasladó a Sri Lanka donde estuvo dos años antes de instalarse en Bangalore, India hasta 2005. Murió el 18 de diciembre de 2018 en su casa de Kathmandú a los 92 años a causa de un cáncer.